# Atherimorpha pusilla
Atherimorpha pusilla är en tvåvingeart som beskrevs av Paramonov 1962. Atherimorpha pusilla ingår i släktet Atherimorpha och familjen snäppflugor. Inga underarter finns listade i Catalogue of Life.